# 恋の三陸 列車コンで行こう!
『恋の三陸 列車コンで行こう!』（こいのさんりく れっしゃコンでいこう!）は、2016年2月27日から3月12日までの毎週土曜 22:00 - 22:45にNHK総合テレビジョンにて放送されているNHK東日本大震災プロジェクト『明日へ』キャンペーン協賛の特集ドラマ。
2016年は東日本大震災5周年にあたり企画された、震災による津波浸水被害を被った三陸鉄道の沿線を舞台にその三陸鉄道の列車内で行われる合コンを通して、被災地の住民達の恋愛と仕事、そして震災からの復興へ立ち向かう力強い様子を描いた物語である。

## 出演
岩渕由香里
演 - 松下奈緒
大迫達也
演 - 安藤政信
白木沢君子
演 - 山崎静代（南海キャンディーズ）
岩渕七海
演 - 黒島結菜
支倉大輝
演 - 浅香航大
花咲萌
演 - 玄理
中野洋人
演 - YOUNG DAIS
石堂美沙子
演 - 壇蜜
支倉桃子
演 - 松岡茉優
支倉健一
演 - 塩見三省
別所正憲
演 - 村上弘明
岩渕晴子
演 - 松坂慶子
?
演 - 小倉久寛

## スタッフ
- 作 - 清水有生
- 音楽 - 瀬川英史
- 劇中写真 - ハービー・山口
- 演出 - 一木正恵
- 制作統括 - 山本敏彦

## 放送日程
| 各話   | 放送日  | サブタイトル | 視聴率 |
| ------ | ------- | ------------ | ------ |
| 第1回  | 2月27日 | あやうい恋   | 2.7%   |
| 第2回  | 3月05日 | 止まらぬ恋   | 3.2%   |
| 最終回 | 3月12日 | 恋のチカラ   |        |